# 2016年リオデジャネイロオリンピックのツバル選手団
2016年リオデジャネイロオリンピックのツバル選手団（2016ねんリオデジャネイロオリンピックのツバルせんしゅだん）は、2016年8月5日から8月21日までブラジルのリオデジャネイロで開催された2016年リオデジャネイロオリンピックツバル選手団の名簿。

## 選手団
- 人員: 選手 1人
- 開会式旗手: エティモニ・ティムアニ

## 種目別選手・スタッフ名簿及び成績

### 陸上競技
| 選手                   | 種目     | 予選   | 予選 | 準々決勝 | 準々決勝 | 準決勝   | 準決勝   | 決勝     | 決勝     |
| 選手                   | 種目     | 結果   | 順位 | 結果     | 順位     | 結果     | 順位     | 結果     | 順位     |
| ---------------------- | -------- | ------ | ---- | -------- | -------- | -------- | -------- | -------- | -------- |
| エティモニ・ティムアニ | 男子100m | 11秒81 | 7着  | 予選敗退 | 予選敗退 | 予選敗退 | 予選敗退 | 予選敗退 | 予選敗退 |